# چهارطاق (کازرون)
روستای چهارطاق (کازرون)، روستایی از توابع بخش جره و بالاده شهرستان کازرون در استان فارس ایران، در دو و نیم کیلومتری شهر والاشهر واقع شده است.

## جمعیت
این روستا در دهستان جره قرار دارد و بر اساس سرشماری مرکز آمار ایران در سال ۱۳۸۵، جمعیت آن ۱۲۶نفر (۲۸خانوار) بوده‌است.